# Henri Rapin

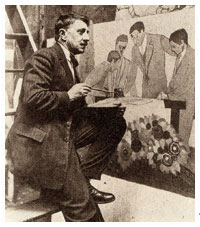
Henri Rapin

Henri Rapin (* 28. Februar 1873 in Paris; † 30. Juni 1939) war ein französischer Innenarchitekt, Maler, Illustrator, Designer und Dekorateur des Art-déco-Stils. Er lieferte zahlreiche Entwürfe und Formen für Möbel, Lampen, Porzellan- und Fayencevasen. Er war Mitglied der Künstlervereinigung Société des Artistes Décorateurs und treibende Kraft bei der Organisation der für die dekorativen Künste wegweisenden Ausstellung Exposition internationale des Arts Décoratifs et industriels modernes (1925) in Paris.

## Leben

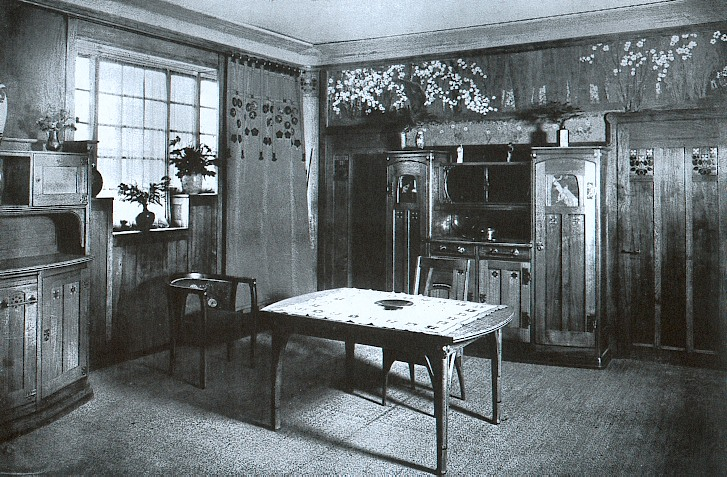
Henri Rapin: Salon de la Société des artistes Décorateurs, 1911

Henri Rapin erhielt seine künstlerische Ausbildung bei dem klassizistischen Maler Jean-Léon Gérôme und bei Joseph Blanc und wandte sich dann dem Entwurf von Mobiliar zu. Ab 1903 signierte er robuste, kantige Möbel aus hellem Eichen- oder Walnussholz. Nach 1910 verzierte er seine Möbel mit Marketerien und sonstigen Einlegearbeiten, mit Keramiken und Skulpturen von Charles Hairon (1880–1962), Gaston Le Bourgeois (1880–1946) und Henri Bouchard (1908–1937). Im Salon des artistes décorateurs (1912) stellte er ein Schreibkabinett aus Ebenholz aus, das er für das Luxuswarenhaus Le Printemps (eigentlich Les magasins du Printemps) entworfen hatte.

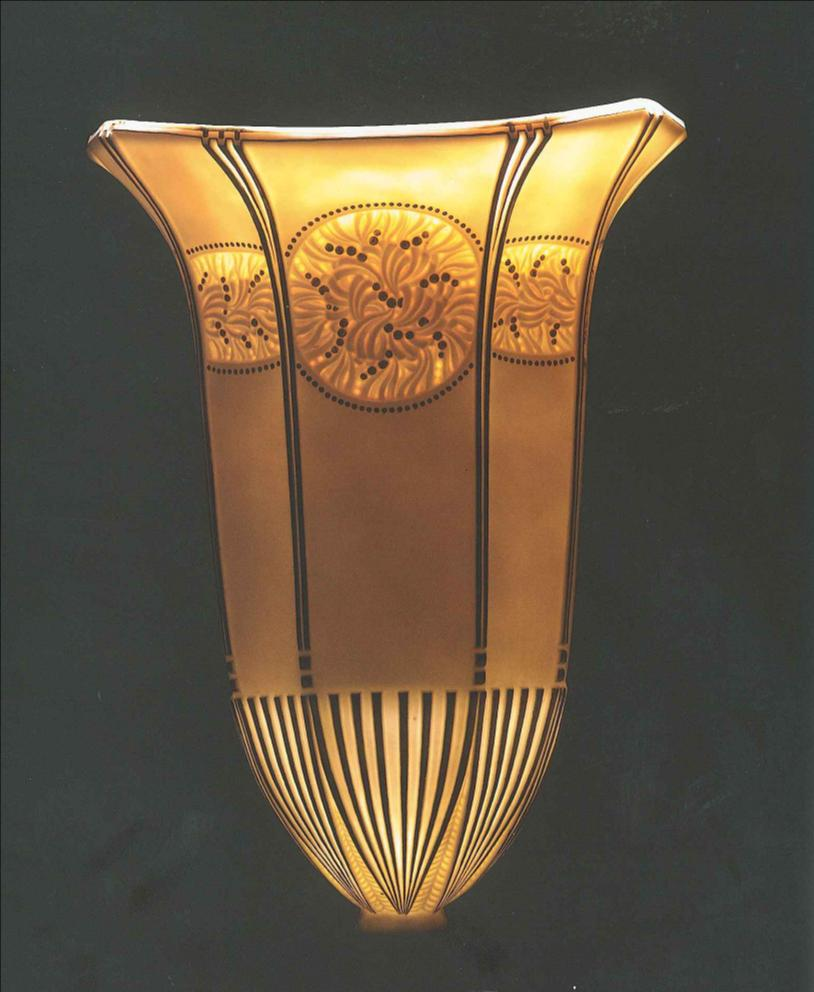
Henri Rapin: Wandleuchte für die Manufacture de Sèvres, 1930

Die Union centrale des arts décoratifs rief ihn als künstlerischen Leiter an die Schule ihres Comité des dames (Damenkomitees). Er lieferte Entwürfe für den in Limoges ansässigen Porzellanhersteller Camille Tharaud und war von 1920 bis 1934 künstlerischer Berater, dann künstlerischer Direktor der Porzellanmanufaktur von Sèvres. Diese beauftragte ihn anlässlich der Exposition des arts décoratifs et industriels modernes (1925) mit der Gestaltung ihres Pavillons. Rapin richtete dafür das Kabinett eines Keramiksammlers ein und legte den vielbeachteten, von 7 m hohen, von Henri Patou geschaffenen Vasen eingegrenzten Lichtgarten an, über dessen Rasenfläche er Beleuchtungskörper aus Porzellan verteilte. Zu der Anlage gehörte eine zentrale Fontaine mit vier blau emaillierten Wasserbecken, deren Grund mit Porzellanfischen und -muscheln übersät war.
Für dieselbe Ausstellung verwirklichte Rapin gemeinsam mit dem Architekten Pierre Selmersheim die Dekoration des Empfangssalons, des Weiteren, für den „Une Ambassade française“ betitelten Pavillon einen Speisesaal, der einen großen Fries des Bildhauers Henri Bouchard enthielt. Ebenfalls beteiligt war er an dem sogenannten „Hôtel du Collectionneur“ der Ruhlmann-Gruppe.
Zwei Jahre später ging Rapin anlässlich der Ausschreibung für die Ausschmückung des Festsaales des Bürgermeisteramtes des 15. Arrondissements von Paris als Preisträger hervor.
Prinz Asaka Yasuhiko (1887–1981), der in Frankreich studiert und gelebt hatte, sich für die Art-déco-Bewegung begeisterte und Rapins Werke bewunderte, beauftragte ihn, nachdem er nach Japan zurückgekehrt war, im Jahr 1929 mit dem Entwurf der Innenausstattung und des Mobiliars seiner Residenz in Tokyo.
Der Innenarchitekt und Dekorationskünstler sammelte Reproduktionen von Werken bedeutender Künstler und publizierte diese unter dem Titel La sculpture décorative moderne drei Serien.
Henri Rapin starb im Jahr 1939 im Alter von 66 Jahren in Paris.

## Schüler
- Charlotte Perriand
- Clara Porset

## Werke (Auswahl)
Innenausstattungen (Entwürfe)
- 1925: Empfangssalon („Salon de réception“) der Exposition internationale des arts décoratifs et industriels modernes, Paris (zerstört)
- 1925: Pavillon der Sèvres-Manufaktur, Exposition internationale des arts décoratifs et industriels modernes, Esplanade des Invalides, Paris (zerstört):
  - Kabinett eines Keramikliebhabers (Cabinet d'un amateur de Céramique)
  - Lichtgarten (Jardin de lumière)
- 1925: Pavillon „Une Ambassade de France“, Exposition des arts décoratifs modernes, Esplanade des Invalides, Paris (zerstört)
  - Speisesaal (Salle à manger)
- 1927: Innenausstattung des Festsaales des Bürgermeisteramtes des 15. Pariser Stadtbezirks (Auswertung der Ausschreibung 9. Juni 1927)
- 1929: Residenz des Prinzen Asaka, heute Tokyo Metropolitan Teien Art Museum, Tokyo
  - Große Empfangshalle (Great Hall)
  - Großer Gästeraum (Grand Guest Room)
  - Großer Speisesaal (Great Dining Room) einschließlich der Ölmalerei
  - Kleiner Gästesaal (Small Guest Room, nicht öffentlich zugänglich)
  - Vorzimmer (Anteroom)
  - Arbeitskabinett des Prinzen (Prince's Study Room)
  - Salon des Prinzen (Prince's Living Room)
  - Parfümturm (Perfume Tower)
- 1933: Entwurf eines gekachelten Werkes anlässlich der Einweihung der Metrostation Boulogne-Billancourt, Paris

Einrichtungsgegenstände und Tafelporzellan

Werke von Henri Rapin bewahren unter anderem das Musée national de céramique in Sèvres bei Paris und das Musée des Arts décoratifs in Paris auf.
Illustrationen
- Henri Tissier: Cuisine végétalienne. Recettes de cuisine par Mesdames Coquelet et Tissier, Illustrationen von Henri Bellery-Desfontaines und Henri Rapin, Paris 1914, Nachdruck Jean de Bonnot, Paris 1992

Publikationen
- Henri Rapin: La sculpture décorative moderne, Première série (Reproduktionen von Werken der Künstler Bourdelle, Lalique, Sue et Mare, Hairon, Guenot, Gauvent, Gallerey, de Bardyere, Chassaing, Bourdelle, Bouchard, Binquet, Bernaux und anderen), Ed. Moreau, Paris 1925
- Henri Rapin: La sculpture décorative moderne, Deuxième série (Reproduktionen von Werken der Künstler Bottiau, Hairon, Céline Lepage, Malcles, Martiel und anderen sowie Entwürfe aus der Ecole Boulle und der Ecole de l'Union Centrale des arts décoratifs), Ed. Moreau, Paris 1925
- Henri Rapin: La sculpture décorative moderne, Troisième série (Reproduktionen von Werken der Künstler Le Bourgois, Jallot und anderen), Ed. Moreau, Paris 1929